# منتخب المجر تحت 18 سنة لهوكي الجليد للرجال
منتخب المجر تحت 18 سنة لهوكي الجليد للرجال هو ممثل المجر الرسمي في المنافسات الدولية في هوكي الجليد تحت 18 سنة.